# Polyphem
Polyphem – pocisk rakietowy służący do atakowania celów morskich, lądowych i śmigłowców, kierowany kablem światłowodowym na podstawie danych uzyskanych z kamery termowizyjnej umieszczonej w głowicy pocisku.
W 1991 roku niemiecka firma Messerschmitt-Bölkow-Blohm (MBB), obecnie Lenkflugköpersystemen GmbH, będąca częścią korporacji DaimlerChrysler Aerospace AG (DASA) oraz francuska Aérospatiale podpisały porozumienie o współpracy przy doświadczalnym projekcie rakiety sterowanej kablem światłowodowym. W 1994 roku do projektu przystąpiły Włochy. Pierwsze odpalenie pocisku Polyphem miało miejsce w 1995 roku.
Pocisk po odpaleniu porusza się po zaprogramowanej wcześniej trasie, po zlokalizowaniu celu rakieta może dokonać wyboru celu po porównaniu jego charakterystyki termicznej z bazą danych jak również może być ręcznie nakierowana na cel ze stanowiska kontroli lotu. Do przesyłania danych i poleceń służy światłowodowy kabel o zdolności przesyłowej 200 MBit/s. 
W 2003 roku program Polyphem został w całości anulowany.